# ハギ属
ハギ属は、マメ科に含まれる植物の分類群。いわゆるハギの仲間が含まれるが、その他にいくつかのなじみのある植物が含まれる。世界に約100種あり、北アメリカからアジアの温帯にかけて分布する。

## 特徴
ハギ属(Lespedeza)は、一年草から多年草、低木を含む。根元が木質化するため灌木に見えるが、冬になると地上部が枯れて見えなくなる。葉は羽状複葉ながら側小葉一対で三出複葉的。托葉は一対で針状。
花は総状花序、または房状に葉腋に着く。萼は上面側で裂ける。
果実は節で種子ごとに分かれる節果だが、種子は一個しか含まず、偏平な楕円形等、鉤毛が生えることはない。また果実は熟しても裂開しない。

## 利用
いわゆる萩類は複数の種が観賞の対象となり、植栽される場合もある。白花種などの栽培品種も知られる。また荒れ地でよく育つことから裸地や法面の緑化に使われる。メドハギは薬草などとして使われる。

## 分類
東アジアからヒマラヤ、北アメリカに約100種が知られる。なお、ヤハズソウ属(Kummerowia)やハナハギ属(Campylotrops)を分ける説もある。
いわゆる萩と言われるのはこの属のうち、ヤマハギ亜属のものを指す。日本には以下のような種がある。
- キハギ　Lespedeza buergeri Miq.
- チョウセンキハギ　L. maximowiczii Schneid.
- マルバハギ　L. cyrtobotrya Miq.
- ニシキハギ　L. japonica Bailey var. japonica forma angustifolia Murata
  - シラハギ　forma japonica
  - ナンゴクチョウセンヤマハギ　var. australis (Hatsus.) Murata
- ミヤギノハギ　L. thunbergii Nakai
  - ケハギ　forma macrantha (Honda) Murata
  - サツマハギ　var. satumensis (Nakai) Ohwi
- ヤマハギ　L. bicolor Turcz.
  - クロバナキハギ　var. higoensis (T.Shimizu) Murata
- ツクシハギ　L. homoloba Nakai
- ヤハズソウ　L. striata (Thunb.) Hook. et Arn.
- マルバヤハズソウ　L. stipulacea Maxim.
- ネコハギ　L. pilosa (Thunb.) Sieb. et Zucc.
  - タチネコハギ　var. erecta Hatsus.
- カラメドハギ　L. juncea (L.fil.)
  - メドハギ var. subsessilis Miq.
  - ハイメドハギ　var. serpens (Nakai) Ohashi
- イヌハギ　L. tomentosa (Thunb.) Sieb. et Maxim.
- マキエハギ　L. virgata (Thunb.) DC.